# 多線吻鰕虎魚
多線吻鰕虎魚（学名：Rhinogobius notophthalmus）为鰕虎魚科吻鰕虎魚屬的鱼类。分布于菲律宾、印度尼西亚以及中国南海等海域。

## 扩展阅读
維基物種上的相關：多線吻鰕虎魚